# Меле
Меле (њем. Melle) град је у њемачкој савезној држави Доња Саксонија. Једно је од 34 општинска средишта округа Оснабрик. Према процјени из 2010. у граду је живјело 46.540 становника. Посједује регионалну шифру (AGS) 3459024.

## Географски и демографски подаци
Меле се налази у савезној држави Доња Саксонија у округу Оснабрик. Град се налази на надморској висини од 76 метара. Површина општине износи 254,0 km². У самом граду је, према процјени из 2010. године, живјело 46.540 становника. Просјечна густина становништва износи 183 становника/km².

## Међународна сарадња
| Мјесто              | Држава     | Врста сарадње | Од    |
| ------------------- | ---------- | ------------- | ----- |
| Меле                | Француска  | пријатељство  | 1969. |
|                     | Француска  | партнерство   | 1965. |
|                     | Француска  | партнерство   | 1990. |
|                     | Швајцарска | партнерство   | 1965. |
| Сент Денајс-Вестрем | Белгија    | партнерство   | 1969. |
| Еке                 | Белгија    | партнерство   | 1965. |
|                     | САД        | пријатељство  | 1988. |
| Нигде               | Турска     | пријатељство  | 1996. |
| Торжок              | Русија     | партнерство   | 1991. |
| Јекабпилс           | Летонија   | контакт       | 1994. |
| Извор               |            |               |       |